# Koçaş, Altınekin
Koçaş là một xã thuộc huyện Altınekin, tỉnh Konya, Thổ Nhĩ Kỳ. Dân số thời điểm năm 2011 là 87 người.